# 巴勃羅·薩拉比亞
柏保路·沙拉比亞·加西亚（西班牙語：Pablo Sarabia García，發音：[ˈpaβlo saˈɾaβja ɣaɾˈθi.a]；1992年5月11日—）是一位西班牙足球運動員，在場上的位置是進攻中場，但也可勝任翼鋒。現效力於卡塔爾星級足球聯賽球隊多哈艾阿拉比。他曾代表西班牙國家足球隊參加比賽。

## 俱樂部生涯
2011年7月3日，皇家馬德里官方宣布，19岁的皇马2队左边锋薩拉比亞以300万欧元的身价转会至赫塔菲。据悉，薩拉比亞和赫塔菲签约5年，在转会条款中规定，银河战舰有权在未来两年内以500万欧元将薩拉比亞回购。 
2016年6月9日，西甲塞维利亚足球俱乐部宣布，与来自赫塔菲的中场球员萨拉维亚签下四年合同。 
2019年7月2日，巴黎圣日耳曼正式签下塞维利亚中场薩拉比亞，双方签约5年。
2022年1月29日，薩拉比亞利用同胞佩德罗·波罗的一記長傳球，在萊里亞舉行的葡萄牙聯賽盃決賽中以2-1逆轉戰勝本菲卡。

## 國家隊生涯
2021年6月4日，薩拉比亞在對陣葡萄牙的國際友誼賽睽違一年多再次為西班牙上場。
2021年6月23日，薩拉比亞在2020年歐洲國家盃分組賽5-0大勝斯洛伐克的比賽中踢進一球，幫助球隊以小組排名第二晉級十六強賽，這也是他在國際賽事正賽首球。

## 生涯統計

### 國家隊進球
最後更新：2021年11月11日
| #  | 日期       | 比賽場地                                 | 對手     | 比分 | 賽果         | 賽事                   |
| -- | ---------- | ---------------------------------------- | -------- | ---- | ------------ | ---------------------- |
| 1. | 2019.11.15 | 西班牙, 加的斯, 拉蒙·德卡兰萨球场        | 馬爾他   | 4-0  | 7-0          | 2020年歐洲國家盃外圍賽 |
| 2. | 2021.06.23 | 西班牙, 塞维利亚, 塞維利亞奧林匹克體育場 | 斯洛伐克 | 3-0  | 5-0          | 2020年歐洲國家盃       |
| 3. | 2021.06.28 | 丹麥, 哥本哈根, 公園球場                 |          | 1-1  | 5-3 (延長賽) | 2020年歐洲國家盃       |
| 4. | 2021.09.05 | 西班牙, 巴達霍斯, 新比韋羅球場           |          | 4-0  | 4-0          | 2022年世界盃外圍賽     |
| 5. | 2021.11.11 | 希臘, 雅典, 雅典奧林匹克體育場           | 希腊     | 1-0  | 1-0          | 2022年世界盃外圍賽     |

## 榮譽

### 球會
巴黎聖日耳曼
- 法國足球甲級聯賽 冠軍：2019－20賽季
- 法國盃 冠軍：2019－20、2020－21[7]賽季
- 法國聯賽盃 冠軍：2019－20賽季
- 法國超級盃 冠軍：2019、2020年
- 歐洲冠軍聯賽亞軍：2019－20賽季

 葡萄牙體育
- 葡萄牙聯賽盃 冠軍：2021－22賽季[4]

### 國家隊
西班牙
- U19歐洲國家盃冠軍：2011年
- U21歐洲國家盃冠軍：2013年

### 個人
- 歐足總西甲最佳陣容：2018－19賽季

## 外部連結
- Soccerway資料庫：巴勃羅·薩拉比亞